# Mihaela Buzărnescu
Mihaela Buzărnescu (Bucarest, 4 de maig de 1988) és jugadora de tennis romanesa.
És Doctor Philosophiæ en ciències de l'esport per la Universitatea Națională de Educație Fizică și Sport de Bucarest.

## Palmarès

### Individual: 3 (1−2)
| Llegenda                                  |
| ----------------------------------------- |
| Grand Slam (0−0)                          |
| WTA Tour Championships / WTA Finals (0−0) |
| Premier Mandatory (0−0)                   |
| Premier 5 (0−0)                           |
| Premier (1−0)                             |
| International (0−2)                       |

| Títols per superfície |
| --------------------- |
| Dura (1−1)            |
| Gespa (0−0)           |
| Terra batuda (0−1)    |

| Resultat   | Núm. | Data                | Torneig                | Superfície   | Oponent       | Marcador      |
| ---------- | ---- | ------------------- | ---------------------- | ------------ | ------------- | ------------- |
| Finalista  | 1.   | 13 de gener de 2018 | Hobart, Austràlia      | Dura         | Elise Mertens | 1−6, 6−4, 3−6 |
| Finalista  | 2.   | 5 de maig de 2018   | Praga, República Txeca | Terra batuda | Petra Kvitová | 6−4, 2−6, 3−6 |
| Guanyadora | 1.   | 5 d'agost de 2018   | San Jose, Estats Units | Dura         | Maria Sakkari | 6−1, 6−0      |

### Dobles femenins: 6 (2−4)
| 2009 − 2020             | Després de 2021 |
| ----------------------- | --------------- |
| Grand Slam (0−0)        |                 |
| WTA Finals (0−0)        |                 |
| Premier Mandatory (0−0) | WTA 1000 (0−0)  |
| Premier 5 (0−0)         | WTA 1000 (0−0)  |
| Premier (0−1)           | WTA 500 (0−0)   |
| International (1−2)     | WTA 250 (1−1)   |

| Títols per superfície |
| --------------------- |
| Dura (0−0)            |
| Gespa (0−2)           |
| Terra batuda (2−2)    |

| Resultat   | Núm. | Data                 | Torneig                | Superfície   | Parella            | Oponents                           | Marcador    |
| ---------- | ---- | -------------------- | ---------------------- | ------------ | ------------------ | ---------------------------------- | ----------- |
| Finalista  | 1.   | 5 de maig de 2018    | Praga, República Txeca | Terra batuda | Lidziya Marozava   | Nicole Melichar Květa Peschke      | 4−6, 2−6    |
| Guanyadora | 1.   | 12 de maig de 2018   | Estrasburg, França     | Terra batuda | Raluca Olaru       | Nadia Kitxenok Anastasia Rodiónova | 7−5, 7−5    |
| Finalista  | 2.   | 5 de juny de 2018    | Nottingham, Regne Unit | Gespa        | Heather Watson     | Alicja Rosolska Abigail Spears     | 3−6, 6−7(5) |
| Finalista  | 3.   | 5 de juny de 2018    | Eastbourne, Regne Unit | Gespa        | Irina-Camelia Begu | Gabriela Dabrowski Xu Yifan        | 3−6, 5−7    |
| Finalista  | 4.   | 10 d'abril de 2021   | Bogotà, Colòmbia       | Terra batuda | Anna-Lena Friedsam | Elixane Lechemia Ingrid Neel       | 3−6, 4−6    |
| Guanyadora | 2.   | 17 de juliol de 2021 | Budapest, Hongria      | Terra batuda | Fanny Stollár      | Aliona Bolsova Tamara Korpatsch    | 6−4, 6−4    |

## Trajectòria

### Individual
| Open d'Austràlia | A   | Q2  | A   | A   | A   | A   | Q2  | 1R    | 1R    | A   | 1R   | Q1 | 0 / 3   | 0 – 3   |
| Roland Garros | A   | Q2  | A   | A   | A   | A   | A   | 4R    | 1R    | Q1  | 2R   | 1R | 0 / 4   | 4 – 4   |
| Wimbledon | A   | Q2  | A   | A   | A   | A   | Q2  | 3R    | 2R    | NC  | 1R   | 2R | 0 / 4   | 4 – 4   |
| US Open | Q3  | Q1  | A   | A   | Q1  | A   | 1R  | A     | 1R    | 1R  | Q3   |    | 0 / 3   | 0 – 3   |
| Total Victòries−Derrotes | 0−0 | 0−0 | 0−0 | 0−0 | 0−0 | 0−0 | 3−3 | 36−21 | 13−23 | 0−1 | 7−14 |    | 59 – 68 | 59 – 68 |
| Rànquing a final d'any | 155 | 248 | –   | 891 | 260 | 377 | 72  | 24    | 109   | 136 |      |    |         |         |
| Llegenda: G: Guanyadora; F: Finalista; SF: Semifinalista; QF: Quarts de final; Q: Qualificació; A: Absent; RR: Round Robin; |     |     |     |     |     |     |     |       |       |     |      |    |         |         |